# Великодымерская поселковая община
Великодымерская поселковая территориальная община (укр. Великодимерська селищна територіальна громада) — территориальная община в Броварском районе Киевской области Украины. Административный центр — посёлок Великая Дымерка. Община образована в 2017 году.
Площадь общины — 531,07 км², население — 30 201 человек (2020); 39 169 человек (2024).

## Географическое положение
Территория общины граничит Калитянской, Зазимской, Калиновской, Броварской и Барышевской территориальными общинами Броварского района Киевской области; Бориспольской территориальной общиной Бориспольского района Киевской области; Новобасанской и Бобровицкой территориальными общинами Нежинского района Черниговской области.

## История
Образование Великодымерской территориальной общины было предусмотрено Перспективным планом формирования территорий общин Киевской области, утверждённым распоряжением Кабинета министров Украины от 18 ноября 2015 года в рамках проводимой административно-территориальной реформы.
Создание Великодымерской поселковой территориальной общины состоялось 3 августа 2017 года путём объединения Великодымерского поселкового совета и Бобрицкого, Жердовского, Руднянского, Шевченковского сельских советов Броварского района.
12 июня 2020 года к общине были присоединены Богдановский, Гоголевский, Кулажинский, Плосковский, Русановский и Светильненский сельские советы.
В марте 2022 року Великодымерская община пострадала вследствие российского вторжения на Украину. Вследствие действий оккупационных войск погибло не менее 70 жителей общины, много домов разрушено.

## Населённые пункты
В состав общины входит 1 посёлок (Великая Дымерка) и 22 села:
- Бобрик
- Богдановка
- Вольное
- Гаевое
- Гоголев
- Гребельки
- Жердова
- Залесье
- Захаровка
- Заря
- Кулажинцы
- Михайловка
- Перше Травня
- Першотравневое
- Подлесье
- Плоское
- Покровское
- Рудня
- Русанов
- Светильня
- Тарасовка
- Шевченково

## Организация власти
На первых выборах, состоявшихся в Великодымерской поселковой общине в 2017 году, главой общины был избран самовыдвеженец Анатолий Борисович Бочкарев, пользующийся поддержкой партии «Батькивщина». На местных выборах 2020 года Бочкарёв вновь был избран главой общины.

## Экономика
За 2018 год Великодымерская поселковая община в виде поступлений от налогов и сборов получила 109 018 гривен.

## Образование
На территории общины находится: одно учреждение общего среднего образования I—III ступеней и четыре учебно-воспитательных объединения.